# Mars Island
Mars Island (englisch; russisch Остров Марс Ostrow Mars, deutsch ‚Marsinsel‘) ist eine Insel vor der Knox-Küste des ostantarktischen Wilkeslands. Sie liegt im Gebiet der Bunger-Oase.
Wissenschaftler einer sowjetischen Antarktisexpedition kartierten sie 1956 und benannten sie. Das Antarctic Names Committee of Australia übertrug die russische Benennung in einer transkribierten Teilübersetzung ins Englische.